# Klucz koziegłowski
Klucz koziegłowski – klucz dóbr w księstwie siewierskim, pierwotnie prywatny, od początku XVI w. (1519) biskupi, z siedzibą na zamku koziegłowskim, gdzie wykonywane było również sądownictwo spraw z klucza. Obejmował miasto Koziegłowy i 13 wsi (1519), m.in. Jastrząb, Rudnik, Rzeniszów, Siedlec, Kamienica Polska. Był, obok klucza siewierskiego, jedną z dwu jednostek zarządu dóbr biskupich w księstwie siewierskim. Jego dobra były przeważnie dzierżawione przez biskupów osobom prywatnym, z których znani są m.in. Aleksander Kuciński (1593) i Aleksander Renisz (1629). Obok produkcji rolnej w dobrach klucza znajdowały się również liczne kuźnice. W 1790, na mocy uchwały sejmowej, dobra klucza koziegłowskiego przeszły na własność skarbu państwa.